# Latinisering (metod)
Latinisering i denna bemärkelse har inget samband med latinisering, som synonym till romanisering.
Latinisering är en process och metod som underlättar för inlärare av svenska att avkoda och lägger grunden för läsfärdighet på svenska. I processen kopplar inläraren svenska fonem (språkljud) till bokstäverna på ett systematiskt sätt, anpassat till svenskans ljudsystem i kontrastivt perspektiv. Utgångspunkten är att inläraren behöver få insikt om och kunna uttala språkljuden före själva avkodningen. Inläraren lär sig uttala språkljuden i ökad svårighetsgrad med samtidig koppling till bokstäver och bokstavskombinationer. Detta sker genom en holistisk metod som bl a kopplar språkljuden och uttalet till kroppsrörelser. Processen inbegriper också medvetandegörande av svenskans morfologi, syntaktiska element, prosodin i sin helhet samt reduktioner, vilket lägger en god grund för fortsatt språkutveckling.
Begreppet latinisering har introducerats av språkpedagogen Paula Grossman, som utvecklat systemet och utprövat metoden i undervisningen av invandrare. Latinisering är en vidareutveckling av undervisning i Basprosodi med Prosodia-metoden. Metoden har visat sig särskilt framgångsrik för korttidsutbildade inlärare med annat skriftspråk.

## Process och metod i undervisningen
Följande är några av de nyckelbegrepp och tekniker som ingår i latinisering och latiniseringsundervisningen:

### Latiniseringstest
Ett diagnostiskt prov som görs för att undersöka behovet och graden av latiniseringsundervisning. Kontrollerar bl a hur språkinläraren kan skilja på de mest frekventa korta svenska vokalfonemen och känner till bokstavsrepresentationen, urskiljningen av konsonantkombinationer i svenska mm. Inlärarnas resultat av fullföljd latiniseringundervisning mäts med en anpassad version av latiniseringstestet.

### Läslistor
Inlärarna får öva att läsa ord (nonsensord varvat med existerande ord), i systematiskt och pedagogiskt upprättade listor, där språkljuden introduceras successivt och befästs.

### Fokus på språkljuden
Under avkodningsprocessen frigörs inlärarens behov av att förstå ordens betydelse för att i stället rikta all uppmärksamhet på identifikation av språkljuden, uttalet och bokstäverna.  

### Direkt återkoppling
På olika sätt får inläraren i undervisningen direkt återkoppling på om hen hör/uttalar/skriver/läser korrekt eller är på väg till korrekthet. Detta sker inte genom direkt rättelse utan genom att lyssna in både läraren och de andra i gruppen, lärarens vägledning till självrättelse samt kontinuerligt återkommande självbedömningstest.

### Ordstam
Ordstammen, med vokal-konsonantparet och deras komplementära längd, är utgångspunkten i latiniseringsundervisningen. I arbetet med avkodning och uttal av ordstammar, introduceras inläraren till svenskans böjningsmorfem både vad gäller uttal och förståelse av dessa samt tillägnar sig svenskans vokal- och konsonantljud i kort och lång form. Detta är grunden till svenskans basprosodi.

### Rörelsekopplad inlärning
Metoden i latiniseringsundervisningen (med ursprung i Prosodia-metoden) kännetecknas av att språkljuden och uttalet kopplas till vissa motoriska rörelser, som dels ger vägledning för uttalet och förstärker minnet av detta genom association.